# Amari'i Bell
Amari'i Kyren Bell (Burton upon Trent, Inglaterra, Reino Unido, 5 de mayo de 1994) es un futbolista británico-jamaicano que juega de defensa en el Charlton Athletic F. C. de la EFL Championship de Inglaterra.

## Trayectoria
Se unió a la academia del Birmingham City en 2011 y llegó al primer equipo al año siguiente. Pasó la primera mitad de la temporada 2013-14 a préstamo en el Nuneaton Town de la Conference Premier, al volver a  su club debutó en enero de 2014 en la Football League con el Birmingham, para luego ese mes pasar a préstamo al Kidderminster Harriers. Luego de jugar a préstamo por el Mansfield Town de la League Two a inicios de la temporada 2014-15, pasó a ser cedido al Swindon Town y Gilligham ese mismo año.
Fue liberado por el Birmingham al final de la temporada y fichó por el Fleetwood Town de la League One.
Luego de dos temporadas y media y 137 encuentros disputados con el Fleetwood, fichó por el Blackburn Rovers en enero de 2018.

## Selección nacional
El 25 de marzo de 2021 debutó con la selección de Jamaica en un amistoso ante Estados Unidos que perdieron por 4-1.

### Participaciones en Copas América
| Torneo            | Sede           | Resultado    | Partidos | Goles |
| ----------------- | -------------- | ------------ | -------- | ----- |
| Copa América 2024 | Estados Unidos | Primera fase | 0        | 0     |

## Estadísticas
Actualizado al último partido disputado el 3 de mayo de 2025.
| Club                                    | Div.          | Temporada     | Liga  | Liga  | Copas nacionales | Copas nacionales | Total | Total |
| Club                                    | Div.          | Temporada     | Part. | Goles | Part.            | Goles            | Part. | Goles |
| --------------------------------------- | ------------- | ------------- | ----- | ----- | ---------------- | ---------------- | ----- | ----- |
| Nuneaton Town F. C. Inglaterra          | 5.ª           | 2013-14       | 19    | 0     | 0                | 0                | 19    | 0     |
| Nuneaton Town F. C. Inglaterra          | Total club    | Total club    | 19    | 0     | 0                | 0                | 19    | 0     |
| Birmingham City F. C. Inglaterra        | 2.ª           | 2013-14       | 1     | 0     | 0                | 0                | 1     | 0     |
| Birmingham City F. C. Inglaterra        | Total club    | Total club    | 1     | 0     | 0                | 0                | 1     | 0     |
| Kidderminster Harriers F. C. Inglaterra | 5.ª           | 2013-14       | 10    | 2     | —                | —                | 10    | 2     |
| Kidderminster Harriers F. C. Inglaterra | Total club    | Total club    | 10    | 2     | 0                | 0                | 10    | 2     |
| Mansfield Town F. C. Inglaterra         | 4.ª           | 2014-15       | 0     | 0     | 0                | 0                | 0     | 0     |
| Mansfield Town F. C. Inglaterra         | Total club    | Total club    | 0     | 0     | 0                | 0                | 0     | 0     |
| Swindon Town F. C. Inglaterra           | 3.ª           | 2014-15       | 10    | 0     | 1                | 0                | 11    | 0     |
| Swindon Town F. C. Inglaterra           | Total club    | Total club    | 10    | 0     | 1                | 0                | 11    | 0     |
| Gillingham F. C. Inglaterra             | 3.ª           | 2014-15       | 7     | 0     | —                | —                | 7     | 0     |
| Gillingham F. C. Inglaterra             | Total club    | Total club    | 7     | 0     | 0                | 0                | 7     | 0     |
| Fleetwood Town F. C. Inglaterra         | 3.ª           | 2015-16       | 44    | 0     | 7                | 0                | 51    | 0     |
| Fleetwood Town F. C. Inglaterra         | 3.ª           | 2016-17       | 46    | 2     | 7                | 1                | 53    | 3     |
| Fleetwood Town F. C. Inglaterra         | 3.ª           | 2017-18       | 27    | 4     | 6                | 0                | 33    | 4     |
| Fleetwood Town F. C. Inglaterra         | Total club    | Total club    | 117   | 6     | 20               | 1                | 137   | 7     |
| Blackburn Rovers F. C. Inglaterra       | 3.ª           | 2017-18       | 12    | 0     | —                | —                | 12    | 0     |
| Blackburn Rovers F. C. Inglaterra       | 2.ª           | 2018-19       | 38    | 3     | 5                | 0                | 43    | 3     |
| Blackburn Rovers F. C. Inglaterra       | 2.ª           | 2019-20       | 21    | 0     | 1                | 0                | 22    | 0     |
| Blackburn Rovers F. C. Inglaterra       | 2.ª           | 2020-21       | 19    | 0     | 3                | 0                | 22    | 0     |
| Blackburn Rovers F. C. Inglaterra       | Total club    | Total club    | 90    | 3     | 9                | 0                | 99    | 3     |
| Luton Town F. C. Inglaterra             | 2.ª           | 2021-22       | 43    | 1     | 3                | 0                | 46    | 1     |
| Luton Town F. C. Inglaterra             | 2.ª           | 2022-23       | 47    | 1     | 4                | 0                | 51    | 1     |
| Luton Town F. C. Inglaterra             | 1.ª           | 2023-24       | 21    | 0     | 6                | 0                | 27    | 0     |
| Luton Town F. C. Inglaterra             | 2.ª           | 2024-25       | 31    | 0     | 2                | 0                | 33    | 0     |
| Luton Town F. C. Inglaterra             | Total club    | Total club    | 142   | 2     | 15               | 0                | 157   | 2     |
| Charlton Athletic F. C. Inglaterra      | 2.ª           | 2025-26       | 0     | 0     | 0                | 0                | 0     | 0     |
| Charlton Athletic F. C. Inglaterra      | Total club    | Total club    | 0     | 0     | 0                | 0                | 0     | 0     |
| Total carrera                           | Total carrera | Total carrera | 396   | 13    | 45               | 1                | 441   | 14    |
| 1.                                      |               |               |       |       |                  |                  |       |       |

## Palmarés

### Distinciones individuales
| Distinción                            | Año     |
| ------------------------------------- | ------- |
| Equipo del Año de la PFA (League One) | 2017-18 |